# David Norris (football)
Pour les articles homonymes, voir David Norris et Norris.
David Norris est un footballeur professionnel anglais, né le 22 février 1981 à Peterborough.
De 2002 jusqu'à 2008, il joue pour le club anglais de Yeovil Town et, de 2008 à 2011, pour le club anglais d’Ipswich. Il passe ensuite un an à Portsmouth avant de rejoindre Leeds United.
Le 3 septembre 2015, il rejoint Blackpool.
Norris serait éligible de jouer pour l'Irlande, de par sa mère, qui a de la famille à Kildare. Il n'a jamais été sélectionné, mais il a été contacté par Steve Staunton (ancien entraîneur de l'Irlande) afin de pouvoir jouer avec la sélection irlandaise.